# Сотниково (Маріїнсько-Посадський район)
Со́тниково (рос. Сотниково, чув. Турханкасси) — село у складі Маріїнсько-Посадського району Чувашії, Росія. Входить до складу Великошигаєвського сільського поселення.
Населення — 488 осіб (2010; 558 у 2002).
Національний склад:
- чуваші — 97 %